# 新石切駅
新石切駅（しんいしきりえき）は、大阪府東大阪市西石切町にある近畿日本鉄道（近鉄）けいはんな線の駅。駅番号はC26。

## 歴史
- 1986年（昭和61年）10月1日：東大阪線長田 - 生駒間開通時に開業[1][2]。
- 2006年（平成18年）
  - 3月21日：到着・発車メロディ導入。
  - 3月27日：東大阪線がけいはんな線へ改称[1]。駅番号導入。
- 2007年（平成19年）4月1日：PiTaPa使用開始[3]。
- 2024年（令和6年）6月29日、30日：大雨の影響により、生駒〜白庭台のトンネル手前の崖が崩落した関係で、当駅発着の列車が運行された。

## 駅構造
島式2面3線のホームを持つ高架駅。改札・コンコースは2階、ホームは3階にある。改札口は1ヶ所のみ。トイレは改札内。ホームにはワンマン運転支援用のホームセンサーが設けられているが、客扱いで使用されることがない2番線のみ未設置のままである。
生駒駅管理の有人駅で、PiTaPa・ICOCA対応の自動改札機および自動精算機（回数券カードおよびICカードのチャージに対応）が設置されている。定期券・特急券は専用の自動発売機で即時購入が可能。

### のりば
| のりば | 路線           | 方向                                           | 行先                                           |
| ------ | -------------- | ---------------------------------------------- | ---------------------------------------------- |
| 1      | C けいはんな線 | 下り                                           | 生駒・学研奈良登美ヶ丘方面                     |
| 2      | C けいはんな線 | 予備ホーム（定期運用では旅客列車の発着はない） | 予備ホーム（定期運用では旅客列車の発着はない） |
| 3      | C けいはんな線 | 上り                                           | 長田・森ノ宮・本町・コスモスクエア・夢洲方面   |

- 2番線の線路が上下線のホームにはさまれる構造だが、1番線ホームの2番線側は柵が設置されている。なお、2番線は基本的に旅客列車は使用せず、試運転列車の折り返し等で使われるのみだが、一部区間の不通により折り返しが発生した際に使用されることがある。2番線向かい側にある柵の下には第三軌条が設置されている。
  - 2024年6月28日夜に生駒駅 - 白庭台駅間での土砂崩れの発生により、翌29日から新石切駅 - 学研奈良登美ヶ丘駅間が不通となり、新石切折り返しとなった際にも活用された。

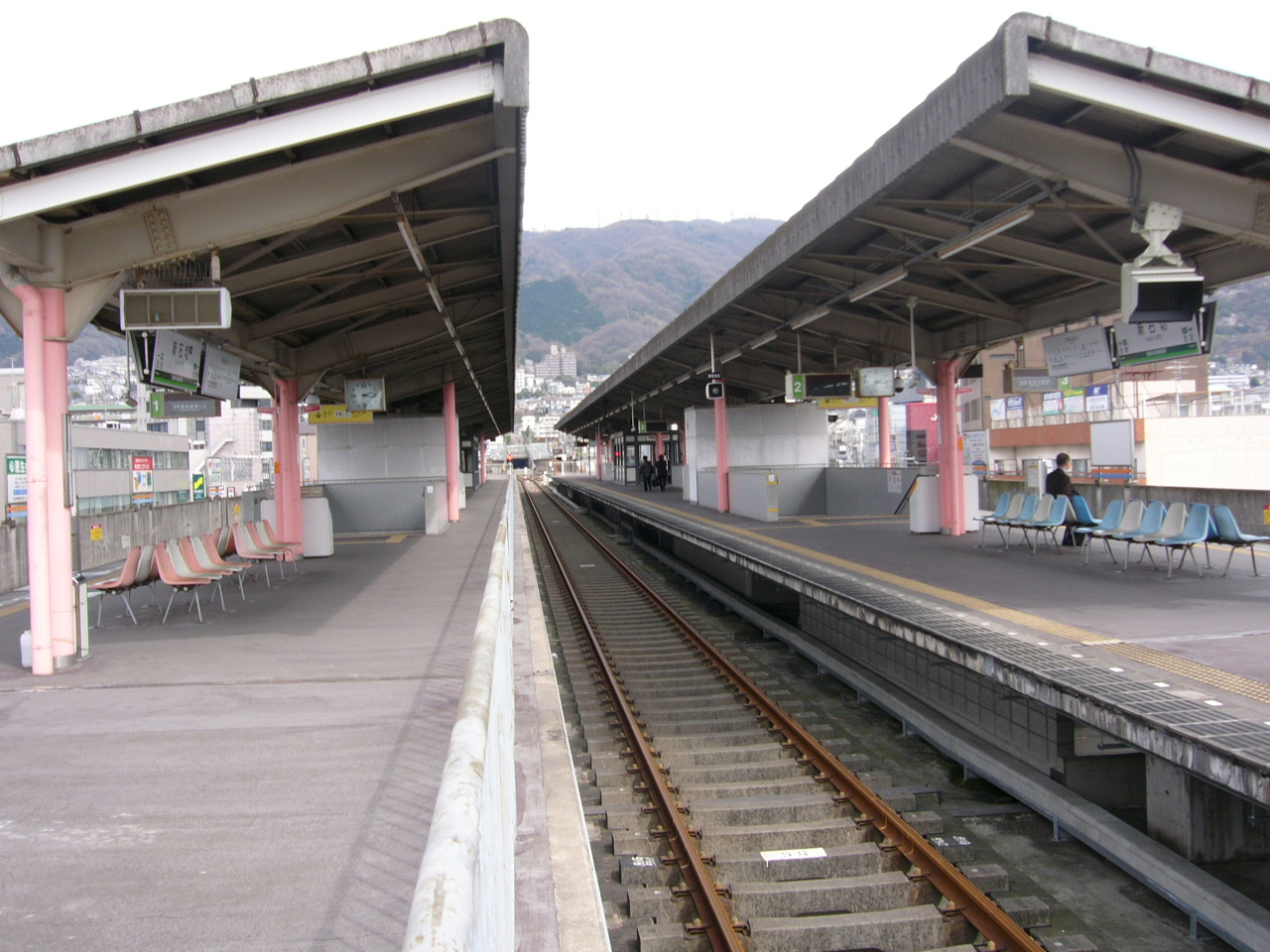
2番ホーム（通常は使用されない）
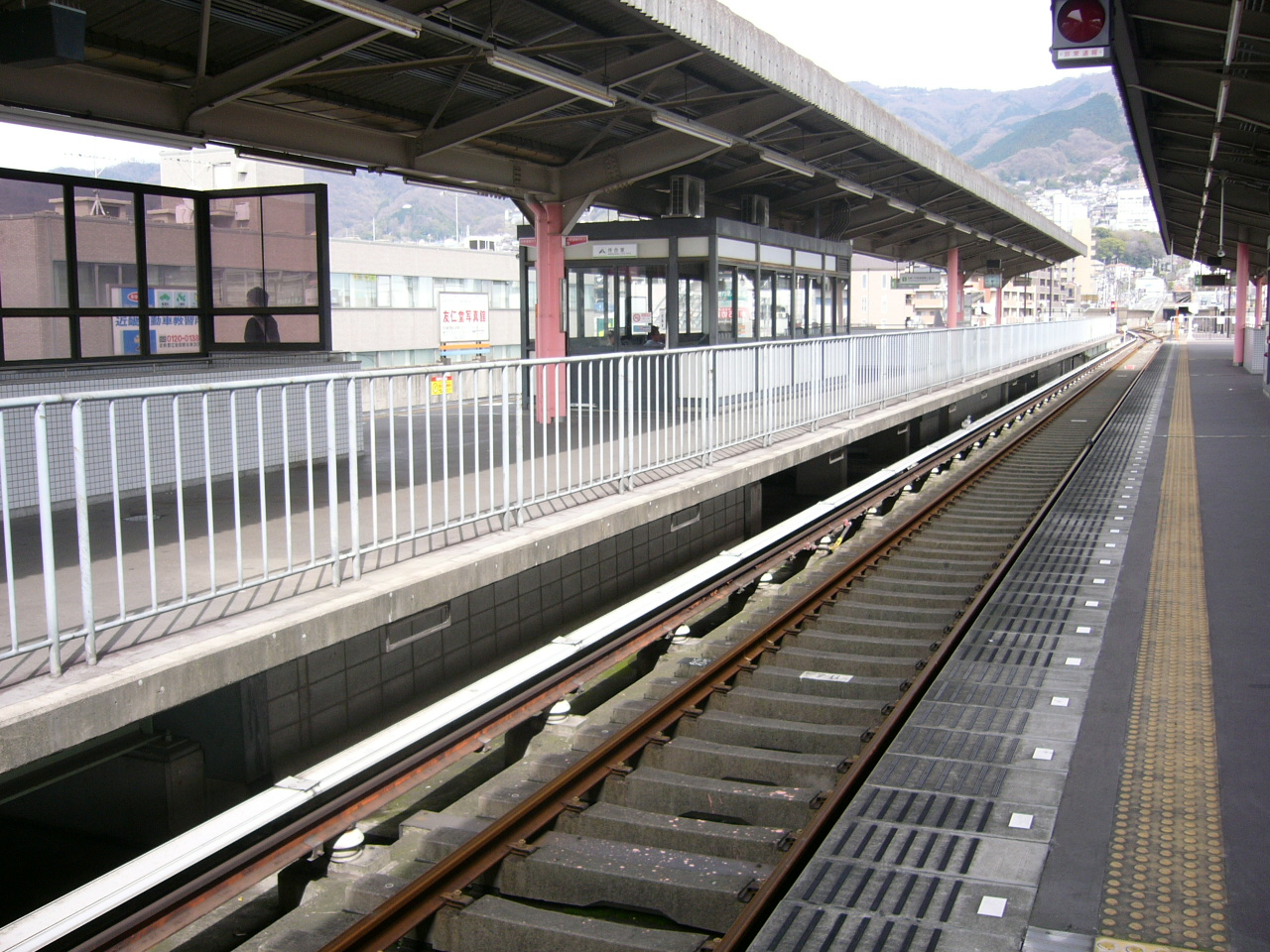
2番ホームの向かい側にある柵の下に設置された第三軌条
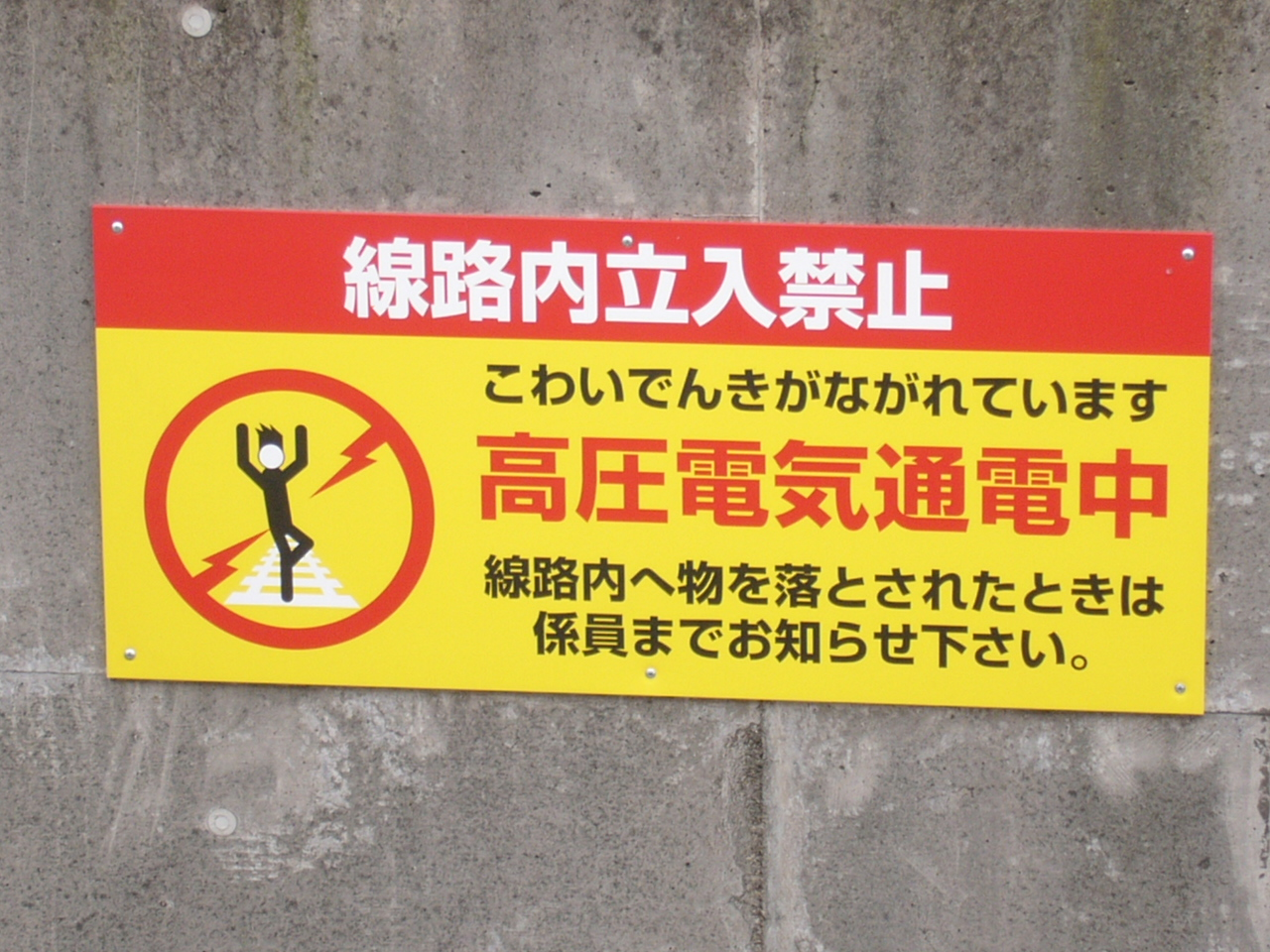
高圧電気が流れる第三軌条への注意を促す標識

## 利用状況
2023年11月7日における1日乗降人員は17,153人である。けいはんな線の単独駅では最も多い。
近年における1日乗降人員の推移は下表の通り。
| 年度               | 特定日利用状況 | 特定日利用状況 | 特定日利用状況 | 特定日利用状況 | 1日平均 乗車人員 | 出典        | 出典          | 出典            |
| 年度               | 調査日         | 乗車人員       | 降車人員       | 乗降人員       | 1日平均 乗車人員 | 近鉄        | 大阪府        | 東大阪市        |
| ------------------ | -------------- | -------------- | -------------- | -------------- | ---------------- | ----------- | ------------- | --------------- |
| 1990年（平成02年） | 11月06日       | 7,337          | 7,020          | 14,357         |                  |             | [ 大阪府 1 ]  |                 |
| 1991年（平成03年） | -              | -              | -              | -              |                  |             | [ 大阪府 2 ]  |                 |
| 1992年（平成04年） | -              | -              | -              | -              |                  |             | [ 大阪府 3 ]  |                 |
| 1993年（平成05年） | -              | -              | -              | -              |                  |             | [ 大阪府 4 ]  |                 |
| 1994年（平成06年） | -              | -              | -              | -              |                  |             | [ 大阪府 5 ]  |                 |
| 1995年（平成07年） | -              | -              | -              | -              |                  |             | [ 大阪府 6 ]  |                 |
| 1996年（平成08年） | -              | -              | -              | -              |                  |             | [ 大阪府 7 ]  |                 |
| 1997年（平成09年） | -              | -              | -              | -              |                  |             | [ 大阪府 8 ]  |                 |
| 1998年（平成10年） | 11月10日       | 8,273          | 8,017          | 16,290         |                  |             | [ 大阪府 9 ]  |                 |
| 1999年（平成11年） | -              | -              | -              | -              | 10,239           |             | [ 大阪府 10 ] | [ 東大阪市 1 ]  |
| 2000年（平成12年） | 11月07日       | 8,033          | 8,714          | 16,747         | 10,387           | [ 近鉄 1 ]  | [ 大阪府 11 ] | [ 東大阪市 1 ]  |
| 2001年（平成13年） | -              | -              | -              | -              | 10,195           |             | [ 大阪府 12 ] | [ 東大阪市 1 ]  |
| 2002年（平成14年） | -              | -              | -              | -              | 9,963            |             | [ 大阪府 13 ] | [ 東大阪市 1 ]  |
| 2003年（平成15年） | 11月11日       | 8,237          | 8,307          | 16,544         | 10,055           | [ 近鉄 2 ]  | [ 大阪府 14 ] | [ 東大阪市 1 ]  |
| 2004年（平成16年） | -              | -              | -              | -              | 9,983            |             | [ 大阪府 15 ] | [ 東大阪市 2 ]  |
| 2005年（平成17年） | 11月08日       | 8,657          | 8,676          | 17,333         | 10,099           | [ 近鉄 3 ]  | [ 大阪府 16 ] | [ 東大阪市 3 ]  |
| 2006年（平成18年） | -              | -              | -              | -              | 10,340           |             | [ 大阪府 17 ] | [ 東大阪市 4 ]  |
| 2007年（平成19年） | -              | -              | -              | -              | 10,326           |             | [ 大阪府 18 ] | [ 東大阪市 5 ]  |
| 2008年（平成20年） | 11月18日       | 9,005          | 8,915          | 17,920         | 10,208           | [ 近鉄 4 ]  | [ 大阪府 19 ] | [ 東大阪市 6 ]  |
| 2009年（平成21年） | -              | -              | -              | -              | 9,597            |             | [ 大阪府 20 ] | [ 東大阪市 7 ]  |
| 2010年（平成22年） | 11月09日       | 8,663          | 8,499          | 17,162         | 9,499            | [ 近鉄 5 ]  | [ 大阪府 21 ] | [ 東大阪市 8 ]  |
| 2011年（平成23年） | -              | -              | -              | -              | 9,352            |             | [ 大阪府 22 ] | [ 東大阪市 9 ]  |
| 2012年（平成24年） | 11月13日       | 8,687          | 8,515          | 17,202         | 9,468            | [ 近鉄 6 ]  | [ 大阪府 23 ] | [ 東大阪市 10 ] |
| 2013年（平成25年） | -              | -              | -              | -              | 9,696            |             | [ 大阪府 24 ] | [ 東大阪市 11 ] |
| 2014年（平成26年） | -              | -              | -              | -              | 9,597            |             | [ 大阪府 25 ] | [ 東大阪市 12 ] |
| 2015年（平成27年） | 11月10日       | 9,030          | 9,000          | 18,030         | 9,859            | [ 近鉄 7 ]  | [ 大阪府 26 ] | [ 東大阪市 13 ] |
| 2016年（平成28年） | -              | -              | -              | -              | 9,910            |             | [ 大阪府 27 ] | [ 東大阪市 14 ] |
| 2017年（平成29年） | -              | -              | -              | -              | 9,850            |             | [ 大阪府 28 ] | [ 東大阪市 15 ] |
| 2018年（平成30年） | 11月13日       | 9,202          | 9,038          | 18,240         | 10,004           | [ 近鉄 8 ]  | [ 大阪府 29 ] | [ 東大阪市 16 ] |
| 2019年（令和元年） | -              | -              | -              | -              | 10,167           |             | [ 大阪府 30 ] | [ 東大阪市 17 ] |
| 2020年（令和02年） | -              | -              | -              | -              | 8,041            |             | [ 大阪府 31 ] | [ 東大阪市 18 ] |
| 2021年（令和03年） | 11月09日       | 8,134          | 8,053          | 16,187         | 8,577            | [ 近鉄 9 ]  | [ 大阪府 32 ] | [ 東大阪市 19 ] |
| 2022年（令和04年） | 11月08日       | 8,691          | 8,418          | 17,109         | 9,236            | [ 近鉄 10 ] | [ 大阪府 33 ] | [ 東大阪市 20 ] |
| 2023年（令和05年） | 11月07日       |                |                | 17,153         |                  | [ 近鉄 11 ] |               |                 |

## 駅周辺
近鉄奈良線の石切駅とは1キロメートルほど離れている。両駅間は100m弱の標高差があるため、石切剣箭神社の急な参道を上って行くことになる。
- 石切剣箭神社
- 大阪府立東大阪支援学校
- 石切生喜病院
- 大阪被服団地
- 東大阪西石切郵便局
- 大阪シティ信用金庫 枚岡支店（旧阪奈信用金庫本店）
- ホームセンターコーナン・コーナンPRO 外環新石切店
  - ライフ 新石切店
  - ジョーシン 新石切店
- 万代 石切店
- ドン・キホーテ パウ石切店
- コナミスポーツクラブ 新石切
- 花園温泉 Sauna Kukka
- 近鉄バス枚岡営業所
- 阪神高速13号東大阪線 - 西石切インターチェンジ - 第二阪奈有料道路
- 国道308号
- 国道170号

## バス路線
駅高架下に近鉄バスが乗り入れる。停留所名は「新石切駅前」。駅近くには近鉄バス枚岡営業所が立地することから、当地で乗務員交代が行われることも多い。
| のりば | 路線名   | 系統・行先           | 備考                                |
| ------ | -------- | -------------------- | ----------------------------------- |
| 北行   | 四条畷線 | 30・31番：住道駅前   |                                     |
| 北行   | 四条畷線 | 40・41番：四条畷     |                                     |
| 北行   | 四条畷線 | 42・45番：産業大学前 | 朝夕のみ運行（土休日は最終3本のみ） |
| 南行   | 四条畷線 | 30・40番：東花園駅前 |                                     |
| 南行   | 四条畷線 | 31・41番：枚岡車庫   | 朝夕のみ運行（土休日は最終2本のみ） |

## その他
- 近鉄けいはんな線及び地下鉄中央線の車両には、新石切の行先幕およびLED表示が入っているため、一部区間の不通時にも使用されている。一方車内の液晶表示は地下鉄車のみ対応している。

## 隣の駅
近畿日本鉄道
C けいはんな線
吉田駅 (C25) - 新石切駅 (C26) - 生駒駅 (C27)
- 括弧内は駅番号を示す。

### 記事本文

### 利用状況
1. ↑  駅別乗降人員 生駒線 田原本線 信貴線 けいはんな線 - 近畿日本鉄道
2. ↑  大阪府統計年鑑 - 大阪府
3. ↑  東大阪市統計書 - 東大阪市

#### 近畿日本鉄道
1. ↑  “駅別乗降人員 生駒線 田原本線 信貴線 東大阪線”.   近畿日本鉄道. 2002年2月21日時点のオリジナルよりアーカイブ。2025年3月1日閲覧。
2. ↑  “駅別乗降人員 生駒線 田原本線 信貴線 東大阪線”.   近畿日本鉄道. 2004年6月6日時点のオリジナルよりアーカイブ。2025年3月1日閲覧。
3. ↑  “駅別乗降人員 生駒線 田原本線 信貴線 けいはんな線”.   近畿日本鉄道. 2007年10月30日時点のオリジナルよりアーカイブ。2025年3月1日閲覧。
4. ↑  “駅別乗降人員 生駒線 田原本線 信貴線 けいはんな線”.   近畿日本鉄道. 2010年3月23日時点のオリジナルよりアーカイブ。2025年3月1日閲覧。
5. ↑  “駅別乗降人員 生駒線 田原本線 信貴線 けいはんな線”.   近畿日本鉄道. 2013年3月23日時点のオリジナルよりアーカイブ。2025年3月1日閲覧。
6. ↑  “駅別乗降人員 生駒線 田原本線 信貴線 けいはんな線”.   近畿日本鉄道. 2013年6月9日時点のオリジナルよりアーカイブ。2025年3月1日閲覧。
7. ↑  “駅別乗降人員 生駒線 田原本線 信貴線 けいはんな線”.   近畿日本鉄道. 2016年8月12日時点のオリジナルよりアーカイブ。2025年3月1日閲覧。
8. ↑  “駅別乗降人員 生駒線 田原本線 信貴線 けいはんな線”.   近畿日本鉄道. 2020年3月3日時点のオリジナルよりアーカイブ。2025年3月1日閲覧。
9. ↑  近鉄線駅別乗降人員データ【調査日：令和3年11月9日(火)】 (PDF)
10. ↑  近鉄線駅別乗降人員データ【調査日：令和4年11月8日(火)】 (PDF)
11. ↑  近鉄線駅別乗降人員データ【調査日：令和5年11月7日(火)】 (PDF)

#### 大阪府統計年鑑
1. ↑  大阪府統計年鑑（平成3年） (PDF)
2. ↑  大阪府統計年鑑（平成4年） (PDF)
3. ↑  大阪府統計年鑑（平成5年） (PDF)
4. ↑  大阪府統計年鑑（平成6年） (PDF)
5. ↑  大阪府統計年鑑（平成7年） (PDF)
6. ↑  大阪府統計年鑑（平成8年） (PDF)
7. ↑  大阪府統計年鑑（平成9年） (PDF)
8. ↑  大阪府統計年鑑（平成10年） (PDF)
9. ↑  大阪府統計年鑑（平成11年） (PDF)
10. ↑  大阪府統計年鑑（平成12年） (PDF)
11. ↑  大阪府統計年鑑（平成13年） (PDF)
12. ↑  大阪府統計年鑑（平成14年） (PDF)
13. ↑  大阪府統計年鑑（平成15年） (PDF)
14. ↑  大阪府統計年鑑（平成16年） (PDF)
15. ↑  大阪府統計年鑑（平成17年） (PDF)
16. ↑  大阪府統計年鑑（平成18年） (PDF)
17. ↑  大阪府統計年鑑（平成19年） (PDF)
18. ↑  大阪府統計年鑑（平成20年） (PDF)
19. ↑  大阪府統計年鑑（平成21年） (PDF)
20. ↑  大阪府統計年鑑（平成22年） (PDF)
21. ↑  大阪府統計年鑑（平成23年） (PDF)
22. ↑  大阪府統計年鑑（平成24年） (PDF)
23. ↑  大阪府統計年鑑（平成25年） (PDF)
24. ↑  大阪府統計年鑑（平成26年） (PDF)
25. ↑  大阪府統計年鑑（平成27年） (PDF)
26. ↑  大阪府統計年鑑（平成28年） (PDF)
27. ↑  大阪府統計年鑑（平成29年） (PDF)
28. ↑  大阪府統計年鑑（平成30年） (PDF)
29. ↑  大阪府統計年鑑（令和元年） (PDF)
30. ↑  大阪府統計年鑑（令和2年） (PDF)
31. ↑  大阪府統計年鑑（令和3年） (PDF)
32. ↑  大阪府統計年鑑（令和4年） (PDF)
33. ↑  大阪府統計年鑑（令和5年） (PDF)

#### 東大阪市統計書
1. 1 2 3 4 5  平成16年版　統計書 - 東大阪市 (PDF)
2. ↑  平成17年版　統計書 - 東大阪市 (PDF)
3. ↑  平成18年版　統計書 - 東大阪市 (PDF)
4. ↑  平成19年版　統計書 - 東大阪市 (PDF)
5. ↑  平成20年版　統計書 - 東大阪市 (PDF)
6. ↑  平成21年版　統計書 - 東大阪市 (PDF)
7. ↑  平成22年版　統計書 - 東大阪市 (PDF)
8. ↑  平成23年版　統計書 - 東大阪市 (PDF)
9. ↑  平成24年版　統計書 - 東大阪市 (PDF)
10. ↑  平成25年版　統計書 - 東大阪市 (PDF)
11. ↑  平成26年版　統計書 - 東大阪市 (PDF)
12. ↑  平成27年版　統計書 - 東大阪市 (PDF)
13. ↑  平成28年版　統計書 - 東大阪市 (PDF)
14. ↑  平成29年版　統計書 - 東大阪市 (PDF)
15. ↑  平成30年版　統計書 - 東大阪市 (PDF)
16. ↑  令和元年版　統計書 - 東大阪市 (PDF)
17. ↑  令和2年版　統計書 - 東大阪市 (PDF)
18. ↑  令和3年版　統計書 - 東大阪市 (PDF)
19. ↑  令和4年版　統計書 - 東大阪市 (PDF)
20. ↑  令和5年版　統計書 - 東大阪市 (PDF)